# Antoine Hébrard de Saint-Sulpice
Pour les autres membres de la famille, voir Famille Hébrard de Saint-Sulpice.
Antoine Hébrard de Saint-Sulpice  (mort le 17 janvier 1599) est un ecclésiastique qui fut évêque de Cahors de 1576 à 1599.

## Biographie
Antoine Hébrard est le 3e fils de Jean III, baron de Saint-Sulpice et de Claude de Gontaut fille de Jean, baron de Biron. Après la mort de Jean de Balaguier en 1576, le roi Henri III le nomme évêque de Cahors et il prend possession dès le 11 novembre 1576, mais il n'est confirmé que l'année suivante pour cause de défaut d'âge.
Il se rend à Rome où il est reçu par le pape Grégoire XIII en 1579. Après son retour en France, il assiste au concile de Bourges en 1584 et aux États généraux de 1588-1589 à Blois.
Pendant la guerre civile, il doit se retirer de Cahors pour échapper aux Ligueurs et il ne revient dans son diocèse qu'en 1594. Il assiste aux États de Rouen et meurt peu de temps après avoir établi son testament le 17 janvier 1599.